# Recordes e estatísticas do Sporting Clube de Portugal
Este artigo lista recordes e estatísticas do Sporting Clube de Portugal.

## Estatísticas
Atualizado em 19 de junho de 2024
| Competições Nacionais      | Competições Nacionais               | Competições Nacionais | Competições Nacionais | Competições Nacionais | Competições Nacionais | Competições Nacionais | Competições Nacionais | Competições Nacionais | Competições Nacionais | Competições Nacionais |
| Competição                 | Competição                          | Participações         | Partidas              | Vitórias              | Empates               | Derrotas              | Golos Marcados        | Golos Sofridos        | Dif. de Golos         | Melhor Posição        |
| -------------------------- | ----------------------------------- | --------------------- | --------------------- | --------------------- | --------------------- | --------------------- | --------------------- | --------------------- | --------------------- | --------------------- |
|                            | Primeira Liga                       | 90                    | 2562                  | 1601                  | 526                   | 435                   | 5586                  | 2422                  | +3164                 | Vencedor              |
|                            | Taça de Portugal                    | 84                    | 436                   | 303                   | 51                    | 82                    | 1167                  | 433                   | +734                  | Vencedor              |
|                            | Taça da Liga                        | 17                    | 69                    | 40                    | 14                    | 15                    | 126                   | 62                    | +64                   | Vencedor              |
|                            | Supertaça Cândido de Oliveira       | 11                    | 18                    | 10                    | 5                     | 3                     | 32                    | 17                    | +15                   | Vencedor              |
|                            | Campeonato de Portugal Extinta      | 14                    | 72                    | 48                    | 7                     | 17                    | 249                   | 106                   | +143                  | Vencedor              |
| Competições Internacionais |                                     |                       |                       |                       |                       |                       |                       |                       |                       |                       |
|                            | Liga dos Campeões da UEFA           | 20                    | 92                    | 28                    | 15                    | 49                    | 123                   | 163                   | -40                   | 1/4 Final             |
|                            | Liga Europa da UEFA                 | 35                    | 193                   | 89                    | 46                    | 58                    | 305                   | 217                   | +88                   | Finalista             |
|                            | Taça das Taças Extinta              | 8                     | 40                    | 18                    | 9                     | 13                    | 82                    | 49                    | +33                   | Vencedor              |
|                            | Taça das Cidades com Feiras Extinta | 4                     | 19                    | 8                     | 5                     | 6                     | 34                    | 25                    | +9                    | 1/8 Final             |
|                            | Taça Latina Extinta                 | 4                     | 9                     | 2                     | 1                     | 6                     | 21                    | 25                    | -4                    | Finalista             |
|                            | Taça Intertoto Extinta              | 1                     | 4                     | 2                     | 1                     | 1                     | 6                     | 5                     | +1                    | Vencedor              |
|                            | Taça Ibérica Extinta                | 1                     | 1                     | 1                     | 0                     | 0                     | 2                     | 1                     | +1                    | Vencedor              |

## Recordes de resultados
Atualizado a 13 de abril de 2024
| Recorde                                                  | Resultado | Adversário        | Data                    | Local                         |
| -------------------------------------------------------- | --------- | ----------------- | ----------------------- | ----------------------------- |
| Maior vitória na Primeira Divisão (1)                    | 14–0      | Leça              | 22 de fevereiro de 1942 | Lumiar, Lisboa                |
| Maior vitória na Taça de Portugal (1)                    | 21–0      | Mindelense        | 23 de maio de 1971      | Estádio José Alvalade, Lisboa |
| Maior vitória na Taça da Liga                            | 6–0       | União da Madeira  | 20 de dezembro de 2017  | Estádio José Alvalade, Lisboa |
| Maior vitória na Supertaça                               | 6–1       | SC Braga          | 14 de dezembro de 1982  | Estádio José Alvalade, Lisboa |
| Maior vitória no Campeonato de Portugal (1)              | 18–0      | CD Torres Novas   | 4 de março de 1928      | Campo Grande, Lisboa          |
| Maior vitória nas competições europeias em casa (2)      | 16–1      | APOEL             | 13 de novembro de 1963  | Estádio José Alvalade, Lisboa |
| Maior vitória nas competições europeias fora de casa (3) | 9-0       | ÍA Akraness       | 17 de setembro de 1986  | Akraneshöllin, Akranes        |
| Maior derrota nas competições europeias                  | 7–1       | Bayern de Munique | 10 de março de 2009     | Allianz Arena, Munique        |
| Maior vitória contra o Benfica                           | 7–1       | —                 | 14 de dezembro de 1986  | Estádio José Alvalade, Lisboa |
| Maior derrota contra o Benfica                           | 7–2       | —                 | 28 de abril de 1928     | Campo Grande, Lisboa          |
| Maior vitória contra o FC Porto                          | 9–1       | —                 | 4 de abril de 1937      | Campo Grande, Lisboa          |
| Maior derrota contra o FC Porto                          | 10–1      | —                 | 22 de março de 1936     | Campo do Ameal, Porto         |

(1) Recorde nacional na competição
(2) Recorde europeu
(3) Recorde de equipas portuguesas

## Recordes de transferências
Os valores encontram-se em euros.

### Entradas mais caras
| # | Nac.               | Nome            | Valor   | Época   |
| - | ------------------ | --------------- | ------- | ------- |
| 1 | Portugal           | Paulinho        | 16,00 M | 2020-21 |
| 2 | Países Baixos      | Bas Dost        | 11,85 M | 2016-17 |
| 3 | Argentina · Itália | Luciano Vietto  | 11,00 M | 2019-20 |
| 4 | Portugal           | Rúben Vinagre   | 10,00 M | 2022-23 |
| 5 | Portugal           | Bruno Fernandes | 9,69 M  | 2017-18 |

### Saídas mais caras
| # | Nac.     | Nome            | Valor   | Época   |
| - | -------- | --------------- | ------- | ------- |
| 1 | Portugal | Bruno Fernandes | 55,00 M | 2019-20 |
| 2 | Portugal | João Mário      | 40,00 M | 2016-17 |
| 3 | Argélia  | Islam Slimani   | 30,50 M | 2016-17 |
| 4 | Portugal | Nani            | 25,50 M | 2007-08 |
| 5 | Portugal | Gelson Martins  | 22,00 M | 2018-19 |

## Recordes de jogadores

### Mais jogos
| # | Nat.     | Nome             | Jogos |
| - | -------- | ---------------- | ----- |
| 1 | Portugal | Hilário          | 475   |
| 2 | Portugal | Rui Patrício     | 467   |
| 3 | Portugal | Vítor Damas      | 444   |
| 4 | Portugal | Manuel Fernandes | 433   |
| 5 | Portugal | Azevedo          | 408   |

### Mais golos marcados
| # | Nat.     | Nome              | Golos |
| - | -------- | ----------------- | ----- |
| 1 | Portugal | Fernando Peyroteo | 524   |
| 2 | Portugal | Manuel Fernandes  | 258   |
| 3 | Portugal | Manuel Vasques    | 214   |
| 4 | Portugal | Manuel Soeiro     | 207   |
| 5 | Portugal | Rui Jordão        | 184   |

## Recordes de treinadores

### Mais jogos
| # | Nat.     | Nome         | Jogos |
| - | -------- | ------------ | ----- |
| 1 | Hungria  | Joseph Szabo | 270   |
| 2 | Portugal | Rúben Amorim | 231   |
| 3 | Portugal | Paulo Bento  | 194   |
| 4 | Portugal | Jorge Jesus  | 158   |
| 5 | Portugal | Fernando Vaz | 126   |

### Maior percentagem de vitórias
| # | Nat.       | Nome                | Jogos | % Vit. |
| - | ---------- | ------------------- | ----- | ------ |
| 1 | Inglaterra | Robert Kelly        | 35    | 82,86% |
| 2 | Hungria    | Joseph Szabo        | 270   | 76,3%  |
| 3 | Portugal   | Cândido de Oliveira | 94    | 74,47% |
| 4 | Portugal   | Joaquim Ferreira    | 35    | 74,29% |
| 5 | Hungria    | Sándor Peics        | 26    | 73,08% |

## Outros recordes
- Jogo inaugural da Taça dos Campeões Europeus

Sporting 3 - 3 Partizan de Belgrado | 4 de Setembro de 1955 | Estádio Nacional, Jamor
- Primeiro golo na Taça dos Campeões Europeus

João Martins aos 14 minutos contra o Partizan de Belgrado | 4 de Setembro de 1955 | Estádio Nacional, Jamor
- Melhor colocação na Taça dos Campeões Europeus

Quartos-de-final na Taça dos Clubes Campeões Europeus de 1982–83